# 小行星7083
小行星7083（英語：7083 Kant）是一颗围绕太阳公转的小行星。1989年2月4日，艾瑞克·怀特·埃尔斯特在拉西拉天文台发现了此天体。
这颗小行星的绝对星等为147.7306915889748等。